# Jerg Kugler
Jerg Kugler (* um 1484 in Nördlingen; † 1543 oder später; auch Jörg Kugler bzw. Georg Kugler) war ein deutscher Maler, dem die Mitwirkung an mehreren historischen Altären in Südwestdeutschland zugeschrieben wird.

## Leben
Kugler war mutmaßlich der Sohn des 1466 in Nördlingen belegten Heinrich Echser, genannt Heinrich Kugler. Jerg verbrachte seine Lehrzeit in der Gegend um Ulm, war danach in Bietigheim und kam 1510 nach Heilbronn, wo er 1517 das Bürgerrecht erwarb und Ottilie von Nellingen, Tochter des Malers und Ratsherrn Hans von Nellingen, heiratete. Er wirkte ab 1523 als Fassmaler in einer Heilbronner Künstlerwerkstatt, die Altäre für Kirchen der Umgebung hergestellt hat. Kugler ist bis 1543 in Heilbronn nachgewiesen. Sein Sohn Gregorius Kugler wurde dort Stadtschreiber und Syndikus, und auch weitere Nachfahren haben dort gelebt.

## Werk
Das älteste Kugler zugeschriebene Werk ist die Bemalung des Veitsaltars in der Fleiner Veitskirche, der auf 1514 oder 1517 datiert ist. Dieser Altar stammt noch nicht von der Heilbronner Werkstatt, in der Kugler ab 1523 tätig war, sondern wohl von einer Werkstatt aus Bietigheim, von wo aus Kugler nach Heilbronn kam. Der Marienaltar im Chor der Stadtkirche Schwaigern hingegen stammt bereits von der Heilbronner Werkstatt, er trägt das Monogramm I.K. und ist auf 1523 datiert. Aufgrund von Stilvergleichen wird Kugler auch die Bemalung des Ulrichsaltars in der Stockheimer St.-Ulrichs-Kirche zugeschrieben, der wohl wenig später nach dem Schwaigerner Altar entstand, ebenso die Fassung des Billigheimer Marienaltars. Eindeutig aus der Hand Kuglers stammten auch zwei Tafeln in der Michaelskapelle auf dem Michaelsberg bei Cleebronn, die jedoch nicht mehr existieren und nur durch Archiveinträge nachgewiesen sind.